# Президентские выборы в Колумбии (1970)
Президентские выборы в Колумбии 1970 года прошли 19 апреля.
Альфонсо Лопес Микельсен от Консервативной партии сумел набрать 40,7 % голосов пришедших на выборы избирателей и одержать победу с небольшим перевесом над Густаво Рохасом Пинильей. Таким образом Лопес был провозглашён президентом Колумбии. Однако противники обвиняли его в фальсификациях и проводили акции протеста. От несогласия с итогами этих выборов берёт начало левое партизанское Движение 19 апреля.
Выборы состоялись в один день с парламентскими выборами 1970 года, это был первый такой случай совмещения этих выборов. По итогам парламентских выборов победили либералы. 
В выборах в президенты участвовали исключительно кандидаты-консерваторы. Каждого из 4х кандидатов поддерживали фракции как в Консервативной, так и в Либеральной партии. 

## Результаты
| Кандидат                           | Партия                             | Количество голосов | %    |
| ---------------------------------- | ---------------------------------- | ------------------ | ---- |
| Мисаэль Пастрана Борреро           | Консервативная партия              | 1 625 025          | 40.7 |
| Густаво Рохас Пинилья              | Консервативная партия-ANAPO        | 1 561 468          | 39.1 |
| Белисарио Бетанкур                 | Консервативная партия              | 471 350            | 11.8 |
| Эваристо Сурдис Хулиао             | Консервативная партия              | 336 286            | 8.4  |
| Рафаэль Корредор                   |                                    | 11                 | 0.0  |
| Недействительные бюллетени         | Недействительные бюллетени         | 42 318             | -    |
| Всего                              | Всего                              | 4 036 458          | 100  |
| Зарегистрированные избиратели/явка | Зарегистрированные избиратели/явка | 7 683 785          | 52.5 |